# Glansloopkevers
De glansloopkevers (Amara) vormen een geslacht van kevers uit de familie van de loopkevers (Carabidae). De wetenschappelijke naam van het geslacht werd in 1810 voorgesteld door Bonelli.

## Soorten
Het geslacht van de glansloopkevers kent de volgende onderverdeling:
- Ondergeslacht Acorius
  - Amara metallescens C. Zimmermann, 1831
- Ondergeslacht Allobradytus
  - Amara armeniaca Motschulsky, 1839
  - Amara kinitzi Tschitscherine, 1899
- Ondergeslacht Amara
  - Amara aenea DeGeer, 1774
  - Amara aeneola Poppius, 1906
  - Amara aeneopolita Casey, 1918
  - Amara africana Putzeys, 1872
  - Amara andrewesi Baliani, 1932
  - Amara anthobia A. Villa & G. B. Villa, 1833
  - Amara anxia Tschitscherin, 1898
  - Amara bamidunyae Bates, 1878
  - Amara basillaris (Say, 1823)
  - Amara begemdirica Hieke, 1978
  - Amara biarticulata Motschulsky, 1844
  - Amara brunnipes Motschulsky, 1859
  - Amara chalcites Dejean, 1828
  - Amara clarkei Hieke, 1976
  - Amara coelebs Hayward, 1908
  - Amara communis (Panzer, 1797)
  - Amara conflata LeConte, 1855
  - Amara confusa LeConte, 1848
  - Amara congrua A. Morawitz, 1862
  - Amara consericea Hieke, 2002
  - Amara convexa LeConte, 1848
  - Amara convexior Stephens, 1828
  - Amara coraica H. Kolbe, 1886
  - Amara crassispina LeConte, 1855
  - Amara cupreolata Putzeys, 1866
  - Amara curta Dejean, 1828
  - Amara darjelingensis Putzeys, 1877
  - Amara depressangula Poppius, 1908
  - Amara dolosa Say, 1834
  - Amara elborzensis Hejkal, 2000
  - Amara elgonica Alluaud, 1939
  - Amara emancipata Lindroth, 1968
  - Amara eurynota (Panzer, 1796)
  - Amara externefoveata Hieke, 2002
  - Amara fairmairei Raffray, 1885
  - Amara fairmaireoides Hieke, 1978
  - Amara famelica C. Zimmermann, 1832
  - Amara familiaris (Duftschmid, 1812)
  - Amara haywardi Csiki, 1929
  - Amara impuncticollis (Say, 1823)
  - Amara katajewi Hieke, 2000
  - Amara kilimandjarica Alluaud, 1926
  - Amara kingdoni Baliani, 1934
  - Amara kingdonoides Hieke, 2002
  - Amara laevissima J.R. Sahlberg, 1880
  - Amara laferi Hieke, 1976
  - Amara leleupi Basilewsky, 1962
  - Amara littoralis Mannerheim, 1843
  - Amara littorea C.C. Thomson, 1857
  - Amara lucida Duftschmid, 1812
  - Amara lukasi Hejkal, 2002
  - Amara lunicollis Schiodte, 1837
  - Amara magnicollis Tschitscherine, 1894
  - Amara montivaga Sturm, 1825
  - Amara morio Menetries, 1832
  - Amara neoscotica Casey, 1924
  - Amara nigricornis C.C. Thomson, 1857
  - Amara nila Andrewes, 1924
  - Amara nitida Sturm, 1825
  - Amara obscuripes Bates, 1873
  - Amara occidentalis Hieke, 2002
  - Amara orienticola Lutshnik, 1935
  - Amara otiosa Casey, 1918
  - Amara ovata Fabricius, 1792
  - Amara petrimontii Hieke, 1995
  - Amara proxima Putzeys, 1866
  - Amara pseudocoraica Hieke, 2002
  - Amara pseudoleleupi Hieke, 1976
  - Amara pulpani Kult, 1949
  - Amara robusta Baliani, 1932
  - Amara saphyrea Dejean, 1828
  - Amara schimperi Weneken, 1866
  - Amara sera Say, 1830
  - Amara sericea Jedlicka, 1953
  - Amara shaanxiensis Hieke, 2002
  - Amara shilenkovi Hieke, 1988
  - Amara silvestrii Baliani, 1937
  - Amara similata Gyllenhal, 1810
  - Amara spreta Dejean, 1831
  - Amara subconvexa Putzeys, 1865
  - Amara sundukowi Hieke, 2002
  - Amara tenax Casey, 1918
  - Amara tibialis Paykull, 1798
  - Amara turbata Casey, 1918
  - Amara ussuriensis Lutshnik, 1935
  - Amara violacea Motschulsky, 1844
- Ondergeslacht Amarocelia
  - Amara ellipsis (Casey, 1918)
  - Amara erratica Duftschmid, 1812
  - Amara farcta LeConte, 1855
  - Amara interstitialis Dejean, 1828
  - Amara laevipennis Kirby, 1837
  - Amara lugens Zimmermann, 1832
  - Amara moerens Zimmermann, 1832
  - Amara nexa (Casey, 1918)
  - Amara patruelis Dejean, 1831
  - Amara rugulifera Hieke, 2002
  - Amara sodalicia (Casey, 1924)
  - Amara tenebrionella (Bates, 1882)
  - Amara transberingiensis Hieke, 2002
- Ondergeslacht Amathitis
  - Amara abdominalis Motschulsky, 1844
  - Amara fedtschenkoi Tschitscherine, 1898
  - Amara karalangana Hieke, 1996
  - Amara microdera Chaudoir, 1844
  - Amara parvicollis Gebler, 1833
  - Amara rubens Tschitscherine, 1898
  - Amara rufescens Dejean, 1829
  - Amara silfverbergi Hieke, 1996
  - Amara stulta Lutshnik, 1935
  - Amara subplanata Putzeys, 1866
- Ondergeslacht Ammoleirus
  - Amara helva Tschitscherine, 1898
  - Amara megacephala Gebler, 1829
- Ondergeslacht Ammoxena
  - Amara diaphana Tschitscherine, 1894
- Ondergeslacht Armatoleirides
  - Amara asymmetrica Tanaka, 1957
  - Amara kenzanensis Ishida & Shibata, 1961
  - Amara vixdentata Tanaka, 1959
- Ondergeslacht Atlantocnemis
  - Amara colasi Paulian & Villiers, 1939
  - Amara liouvillei Antoine, 1936
  - Amara mairei Peyerimhoff, 1922
  - Amara notha Antoine, 1936
- Ondergeslacht Bradytodema
  - Amara kaszabiella Hieke, 1983
- Ondergeslacht Bradytulus
  - Amara alecto Andrewes, 1930
  - Amara altiphila Hieke, 1995
  - Amara altissima Hieke, 1981
  - Amara amnenkorensis Hieke, 2003
  - Amara arrowi Bahane, 1934
  - Amara astrophila Hieke, 2000
  - Amara banjyangi Hieke, 2002
  - Amara bicolorata Hieke, 2002
  - Amara bispinula Hieke, 1997
  - Amara bradyta Hieke, 1988
  - Amara carexiphaga Hieke, 2003
  - Amara celioides Baliani, 1934
  - Amara chaklaensis Hieke, 2003
  - Amara chamdoensis Hieke, 2002
  - Amara charis Andrewes, 1930
  - Amara chumbiensis Hieke, 2003
  - Amara cubicollis Hieke, 1981
  - Amara curtonotoides Hieke, 2000
  - Amara dentabasis Hieke, 1988
  - Amara deuvei Hieke, 1988
  - Amara dongolaensis Hieke, 1997
  - Amara everesti Hieke, 2003
  - Amara franzi Hieke, 1981
  - Amara golmudensis Hieke, 2004
  - Amara hartmanni Hieke, 1997
  - Amara heinzorum Hieke, 1997
  - Amara hejkali Hieke, 2008
  - Amara hengduanshanica Hieke, 2002
  - Amara heterolata Hieke, 1997
  - Amara hingstoni Baliani, 1934
  - Amara histrio Andrewes, 1930
  - Amara hypsela Andrewes, 1923
  - Amara hypseloides Baliani, 1934
  - Amara irregularis Baliani, 1934
  - Amara jajalaensis Hieke, 1995
  - Amara jannui Hieke, 1988
  - Amara jumlana Hieke, 1981
  - Amara kampalaensis Hieke, 1997
  - Amara kanchenjungensis Hieke, 2004
  - Amara kangtissuensis Hieke, 2003
  - Amara karolana Hieke, 2003
  - Amara karolanella Hieke, 2003
  - Amara khumbuensis Hieke, 2002
  - Amara langtangensis Hieke, 2002
  - Amara lhatsensis Hieke, 2003
  - Amara lhozhagensis Hieke, 2008
  - Amara lyrata Hieke, 1981
  - Amara manasluensis Hieke, 1997
  - Amara martensi Hieke, 1981
  - Amara micans Tschitscherine, 1894
  - Amara mimetica Hieke, 2003
  - Amara mondalaensis Hieke, 1997
  - Amara mopsa Hieke, 2000
  - Amara nepalensis Hieke, 1981
  - Amara nyingtriensis Hieke, 2000
  - Amara pisangana Hieke, 1995
  - Amara platynota Hieke, 1994
  - Amara religiosa Hieke, 2003
  - Amara sachiana Hieke, 2003
  - Amara sankhuana Hieke, 1990
  - Amara sawadai Hieke, 1994
  - Amara schawalleri Hieke, 1990
  - Amara schmidti Hieke, 1994
  - Amara shalulishanica Hieke & Kavanaugh, 2012
  - Amara shogulaensis Hieke, 1997
  - Amara simikotensis Hieke, 2002
  - Amara sublimis Andrewes, 1930
  - Amara thibetana Tschitscherine, 1894
  - Amara thorongiensis Hieke, 1990
  - Amara tuntalashanica Hieke, 2002
  - Amara weiperti Hieke, 1997
  - Amara yangpachensis Hieke, 1997
  - Amara yeti Hieke, 2002
  - Amara yushuensis Hieke, 2003
- Ondergeslacht Bradytus
  - Amara ampliata (Bates, 1873)
  - Amara amplipennis Baliani, 1943
  - Amara apricaria (Paykull, 1790)
  - Amara aurichalcea Germar, 1824
  - Amara avida (Say, 1823)
  - Amara batesi Csiki, 1929
  - Amara browni Lindroth, 1968
  - Amara chalciope Bates, 1891
  - Amara consularis Duftschmid, 1812
  - Amara crenata Dejean, 1828
  - Amara dissimilis Tschitscherine, 1894
  - Amara distinguenda A. Morawitz, 1862
  - Amara elegantula Tschitscherine, 1899
  - Amara exarata Dejean, 1828
  - Amara fulva (O.F. Muller, 1776)
  - Amara glacialis Mannerheim, 1853
  - Amara insignis Dejean, 1831
  - Amara insularis G. H. Horn, 1875
  - Amara irkutensis Baliani, 1934
  - Amara latior (Kirby, 1837)
  - Amara lindrothi Hieke, 1990
  - Amara macra (Bates, 1883)
  - Amara majuscula (Chaudoir, 1850)
  - Amara micantula Hieke, 1994
  - Amara mikae Lafer, 1980
  - Amara neomexicana (Casey, 1924)
  - Amara ondai Morita, 1995
  - Amara pallidula (Motschulsky, 1844)
  - Amara pingshiangi (Jedlicka, 1957)
  - Amara pseudosimplicidens Lafer, 1980
  - Amara reitteri Tschitscherine, 1894
  - Amara schwarzi (Hayward, 1908)
  - Amara simplicidens A. Morawitz, 1863
  - Amara sinuaticollis A. Morawitz, 1862
  - Amara validula Tschitscherine, 1898
- Ondergeslacht Camptocelia
  - Amara affinis Dejean, 1828
  - Amara arcuata Putzeys, 1865
  - Amara barcelonensis Hieke, 1983
  - Amara brevis Dejean, 1828
  - Amara coiffaiti Jeanne, 1981
  - Amara corpulenta Putzeys, 1866
  - Amara cottyi Coquerel, 1859
  - Amara cretica Hieke, 2009
  - Amara eximia Dejean, 1828
  - Amara gottelandi Antoine, 1931
  - Amara gravidula Rosenhauer, 1856
  - Amara kocheri Antoine, 1933
  - Amara malacensis Hieke, 1983
  - Amara otini Antoine, 1938
  - Amara pueli Antoine, 1923
  - Amara rotundata Dejean, 1828
- Ondergeslacht Celia
  - Amara aberrans Baudi di Selva, 1864
  - Amara arenaria Putzeys, 1865
  - Amara aurata Dejean, 1828
  - Amara bifrons Gyllenhal, 1810
  - Amara brunnea Gyllenhal, 1810
  - Amara californica Dejean, 1828
  - Amara chihuahuae (Casey, 1918)
  - Amara dickorei Hieke, 1995
  - Amara exlineae Minsk et Hatch, 1939
  - Amara fervida Coquerel, 1859
  - Amara fujiii Tanaka, 1959
  - Amara glabricollis Jedlicka, 1938
  - Amara gobialtaica Hieke, 2000
  - Amara hanhaica Tschitscherine, 1894
  - Amara hannemanni Hieke, 1991
  - Amara harpalina LeConte, 1855
  - Amara idahoana (Casey, 1924)
  - Amara infima Duftschmid, 1812
  - Amara iturupensis Lafer, 1978
  - Amara jucunda (Csiki, 1929)
  - Amara kailasensis Hieke, 1997
  - Amara laticarpa Bates, 1873
  - Amara misella Miller, 1868
  - Amara mixaltaica Hieke, 2000
  - Amara montana Dejean, 1828
  - Amara musculis (Say, 1823)
  - Amara necinfima Hieke, 2000
  - Amara praetermissa C.R. Sahlberg, 1827
  - Amara pseudobrunnea Lindroth, 1968
  - Amara rubrica Haldeman, 1843
  - Amara rupicola C. Zimmermann, 1832
  - Amara sabulosa Audinet-Serville, 1821
  - Amara saginata Menetries, 1849
  - Amara sichotana Lafer, 1978
  - Amara sinuosa (Casey, 1918)
  - Amara sollicita Pantel, 1888
  - Amara tartariae Bates, 1878
  - Amara texana (Putzeys, 1866)
  - Amara viridescens Reitter, 1883
  - Amara volatilis (Casey, 1918)
- Ondergeslacht Cribramara
  - Amara balkhashica Kabak, 1993
  - Amara cribrata Putzeys, 1866
  - Amara danilevskyi Kabak, 1993
  - Amara isajevi Kabak, 2008
  - Amara kosagatschi Hieke, 1988
  - Amara molopiformis Kryzhanovskij, 1964
  - Amara ovtshinnikovi Kabak, 1993
  - Amara skopini Hieke, 1976
- Ondergeslacht Cumeres
  - Amara brucei Andrewes, 1923
  - Amara gartokiensis Hieke, 1988
  - Amara lamia Andrewes, 1924
  - Amara pinguis Andrewes, 1930
  - Amara walterheinzi Hieke, 1988
- Ondergeslacht Curtonotus
  - Amara agona Tschitscherine, 1898
  - Amara alexandriensis Hieke, 1988
  - Amara alpina (Paykull, 1790)
  - Amara andreae Tschitscherine, 1898
  - Amara arnoldiana Kryzhanovskij, 1974
  - Amara asiatica Jedlicka, 1957
  - Amara aulica Panzer, 1796
  - Amara badakshana Kryzhanovskij, 1974
  - Amara banghaasi Baliani, 1933
  - Amara beicki Hieke, 1988
  - Amara beybienkoi Kryzhanovskij, 1974
  - Amara blanchardi Hayward, 1908
  - Amara bokori Csiki, 1929
  - Amara brevicollis Chaudoir, 1850
  - Amara carinata (LeConte, 1848)
  - Amara castanea Putzeys, 1866
  - Amara charchirensis Hieke, 1993
  - Amara chormaensis Hieke, 1995
  - Amara conoidea Putzeys, 1866
  - Amara convexiuscula Marsham, 1802
  - Amara cribricollis Chaudoir, 1846
  - Amara daurica Motschulsky, 1844
  - Amara deparca (Say, 1830)
  - Amara deserta Krynicky, 1832
  - Amara disproportionalis Hieke, 1993
  - Amara durangensis Van Dyke, 1943
  - Amara dux Tschitscherine, 1894
  - Amara dzhungarica Kryzhanovskij, 1974
  - Amara extrema Hieke, 1995
  - Amara fodinae Mannerheim, 1825
  - Amara gansuensis Jedlicka, 1957
  - Amara gebleri Dejean, 1831
  - Amara gigantea (Motschulsky, 1844)
  - Amara glebi Kabak, 2009
  - Amara goniodera Tschitscherine, 1895
  - Amara harpaloides Dejean, 1828
  - Amara hiekei Kryzhanovskij & Mikhailov, 1987
  - Amara hiogoensis (Bates, 1873)
  - Amara humerangula Hieke, 1995
  - Amara hyperborea Dejean, 1831
  - Amara ignatovitschi Tschitscherine, 1894
  - Amara involans Hieke, 2000
  - Amara irkuteana Jedlicka, 1957
  - Amara jacobina LeConte, 1855
  - Amara juldusiensis Hieke, 1988
  - Amara kadyrbekovi Kabak, 1991
  - Amara kangdingensis Hieke, 1997
  - Amara karzhantavensis Kabak, 1991
  - Amara kataevi (Sundukow, 2001)
  - Amara kiritshenkoi Kryzhanovskij, 1974
  - Amara klapperichi Jedlicka, 1956
  - Amara kochi Baliani, 1940
  - Amara koiwayai Hieke, 1993
  - Amara kryshanowskii Hieke, 1976
  - Amara kurnakowi Hieke, 1994
  - Amara lacustris LeConte, 1855
  - Amara larisae (Sundukow, 2001)
  - Amara macronota Solsky, 1875
  - Amara medvedevi Kryzhanovskij, 1974
  - Amara milalaensis Hieke, 1997
  - Amara misera Tschitscherin, 1894
  - Amara mixta Baliani, 1943
  - Amara muchei Jedlicka, 1962
  - Amara multipunctatus Kabak, 1997
  - Amara nataliae Kryzhanovskij, 1974
  - Amara nebrioides Kryzhanovskij, 1974
  - Amara negrei Hieke, 1976
  - Amara peculiaris Tschitscherine, 1894
  - Amara pennsylvanica (Hayward, 1908)
  - Amara propinqua Menetries, 1832
  - Amara pterostichina (Hayward, 1908)
  - Amara retingensis Hieke & Schmidt, 2009
  - Amara shahristana Kryzhanovskij & Mikhailov, 1987
  - Amara shinanensis Habu, 1953
  - Amara sifanica Tschitscherine, 1894
  - Amara sogdiana Kryzhanovskij, 1974
  - Amara somoni Jedlicka, 1968
  - Amara sublustris Tschitscherine, 1898
  - Amara susamyrensis Hieke, 1988
  - Amara thoracica Hayward, 1908
  - Amara torrida Panzer, 1796
  - Amara transiliensis Kryzhanovskij, 1974
  - Amara tschitscherinella Hieke, 1990
  - Amara tumida A. Morawitz, 1862
  - Amara validipes Tschitscherine, 1888
  - Amara vecors Tschitscherine, 1899
  - Amara yupeiyuae Hieke, 2000
- Ondergeslacht Eoleirides
  - Amara oxiana Tschistscherine, 1898
- Ondergeslacht Harpaloamara
  - Amara latithorax Baliani, 1934
- Ondergeslacht Harpalodema
  - Amara ahngeriana Tschitscherine, 1903
  - Amara bradytoides Reitter, 1889
  - Amara eremicola Kryzhanovskij, 1962
  - Amara fausti Reitter, 1888
  - Amara isfahanensis Hieke, 1993
  - Amara kuenlunensis Bates, 1878
  - Amara lutescens Reitter, 1888
  - Amara magniceps Hieke, 1993
  - Amara maindroni Bedel, 1907
  - Amara potanini Tschitscherine, 1894
  - Amara songarica Putzeys, 1866
  - Amara turcmenica Tschitscherine, 1894
  - Amara vlasovi Kryzhanovskij, 1962
- Ondergeslacht Heterodema
  - Amara alaiensis Tschitscherine, 1894
- Ondergeslacht Hyalamara
  - Amara crystallina Tschitscherine, 1903
  - Amara hyalina Semenov, 1889
- Ondergeslacht Iranoleirides
  - Amara astrabadensis Lutshnik, 1935
- Ondergeslacht Leiocnemis
  - Amara calathoides Putzeys, 1866
  - Amara cordicollis Menetries, 1832
  - Amara davatchii Morvan, 1975
  - Amara krueperi Apfelbeck, 1904
  - Amara ochracea (Gautier des Cottes, 1868)
  - Amara radjabii Morvan, 1975
  - Amara subdepressa Putzeys, 1866
- Ondergeslacht Leiramara
  - Amara boreodzungarica Kabak, 1990
  - Amara tachypoda Tschitscherine, 1898
- Ondergeslacht Leirides
  - Amara alpestris A. Villa & C.B. Villa, 1833
  - Amara cardui Dejean, 1831
  - Amara nobilis Duftschmid, 1812
  - Amara spectabilis Schaum, 1858
- Ondergeslacht Leiromorpha
  - Amara alpicola Dejean, 1828
  - Amara constantini Binaghi, 1946
  - Amara cuniculina Dejean, 1831
  - Amara doderoi Baliani, 1926
  - Amara frigida Putzeys, 1867
  - Amara lantoscana Fauvel, 1888
  - Amara uhligi Holdhaus, 1904
- Ondergeslacht Leironotus
  - Amara albarracina Hieke, 1984
  - Amara glabrata Dejean, 1828
  - Amara oertzeni Hieke, 1984
  - Amara ooptera Putzeys, 1865
  - Amara rotundicollis Schaufuss, 1862
  - Amara schweigeri Hieke, 1997
  - Amara weiratheri Baliani, 1935
- Ondergeslacht Leuris
  - Amara espagnoli Duran, 1971
  - Amara puncticollis Dejean, 1828
  - Amara pyrenaea Dejean, 1828
- Ondergeslacht Microleirus
  - Amara turkestana Kryzhanovskij, 1974
- Ondergeslacht Neopercosia
  - Amara fortis LeConte, 1880
- Ondergeslacht Paracelia
  - Amara aidereensis Hieke, 2002
  - Amara aimonissabaudiae Baliani, 1932
  - Amara cardionota Putzeys, 1878
  - Amara cardionotoides Hieke, 1988
  - Amara cyrenaica Baliani, 1928
  - Amara dalmatina Dejean, 1828
  - Amara diabolica Hieke, 1988
  - Amara dichroa Putzeys, 1870
  - Amara erberi Hieke, 2000
  - Amara frivola Bates, 1878
  - Amara hedjazica Hieke, 1988
  - Amara indica Putzeys, 1866
  - Amara monochroa Hieke, 2004
  - Amara obtusangula Baliani, 1934
  - Amara pulchra Baliani, 1943
  - Amara quenseli (Schoenherr, 1806)
  - Amara rufoaenea Dejean, 1828
  - Amara samnitica A. Fiori, 1899
  - Amara saxicola C. Zimmermann, 1832
  - Amara serdicana Apfelbeck, 1904
  - Amara simplex Dejean, 1828
  - Amara superans Wollaston, 1854
  - Amara virginea Baliani, 1932
- Ondergeslacht Paraleirides
  - Amara bickhardti Sainte-Claire Deville, 1906
- Ondergeslacht Parapercosia
  - Amara taurica Motschulsky, 1844
- Ondergeslacht Percosia
  - Amara equestris Duftschmid, 1812
  - Amara infuscata Putzeys, 1866
  - Amara obesa (Say, 1823)
  - Amara perabdita Antoine, 1941
  - Amara reichei Coquerel, 1859
  - Amara sicula Dejean, 1831
- Ondergeslacht Phaenotrichus
  - Amara pumilio Piochard de ha Brulerie, 1876
- Ondergeslacht Phanerodonta
  - Amara kirghisica Kryzhanovskij, 1962
  - Amara murgabica Tschitscherine, 1902
  - Amara pseudofulva Ali, 1967
  - Amara punctipennis Reitter, 1889
- Ondergeslacht Polysitamara
  - Amara luppovae Kryzhanovskij, 1962
- Ondergeslacht Pseudoamara
  - Amara birmana Baliani, 1934
  - Amara curvibasis Hieke, 2002
  - Amara rotundangula Hieke, 2002
  - Amara zhongdianica Hieke, 1997
- Ondergeslacht Pseudocelia
  - Amara balangshana Hieke, 1994
  - Amara beresowskii Hieke, 2005
  - Amara chinensis Tschitscherine, 1894
  - Amara collivaga Hieke, 1997
  - Amara dalijiashanica Hieke, 1997
  - Amara jintangensis Hieke, 2005
  - Amara minshanica Hieke, 1997
  - Amara monastirensis Hieke, 2005
  - Amara myanmarica Hieke, 2005
  - Amara paumashanica Hieke, 1997
  - Amara taguensis Hieke, 2005
  - Amara taniantawengensis Hieke, 2005
  - Amara yulongensis Hieke, 2005
  - Amara zhegushanica Hieke, 2005
- Ondergeslacht Pseudoleirides
  - Amara bucharica Tschitscherine, 1898
  - Amara cadouali Morvan, 1977
  - Amara chodjaii Morvan, 1975
  - Amara hermoniensis Hieke, 1997
  - Amara iranica Kryzhanovskij, 1968
  - Amara jordanica Hieke, 2002
  - Amara lopatini Kryzhanovskij, 1968
  - Amara mukusensis Hieke, 1997
  - Amara pakistana Jedlicka, 1963
  - Amara szekessyi Jedlicka, 1953
  - Amara turcica Hieke, 1976
  - Amara zagrosensis Morvan, 1973
- Ondergeslacht Pseudoleiromorpha
  - Amara cameroni Baliani, 1934
  - Amara gangotriensis Hieke, 1988
  - Amara glabella Hieke, 1981
  - Amara incrassata Baliani, 1934
  - Amara kabakovi Hieke, 1976
  - Amara ledouxi Hieke, 1988
  - Amara parkeri Baliani, 1934
  - Amara tragbaliensis Hieke, 1990
  - Amara wittmeri Hieke, 1981
  - Amara wrasei Hieke, 1988
- Ondergeslacht Reductocelia
  - Amara alacris Tschitscherine, 1899
  - Amara arcticola Poppius, 1906
  - Amara baliani Jedlicka, 1935
  - Amara chalcophaea Bates, 1873
  - Amara cholashanensis Hieke, 2000
  - Amara colvillensis Lindroth, 1968
  - Amara daochengensis Hieke, 2000
  - Amara daxueshanensis Hieke, 2000
  - Amara dequensis Hieke, 1999
  - Amara litangensis Hieke, 1994
  - Amara lucens Baliani, 1943
  - Amara lucidissima Baliani, 1932
  - Amara markamensis Hieke, 2000
  - Amara minuta Motschulsky, 1844
  - Amara muliensis Hieke, 2000
  - Amara ovicephala Hieke, 2002
  - Amara poggii Hieke, 1999
  - Amara stricticeps Baliani, 1932
  - Amara taiwanica Hieke, 1999
- Ondergeslacht Shunichius
  - Amara hidakana Habu, 1972
- Ondergeslacht Xanthamara
  - Amara chlorotica Fairmaire, 1867
- Ondergeslacht Xenocelia
  - Amara abbreviata Chaudoir, 1842
  - Amara ambulans C. Zimmermann, 1832
  - Amara anterolata Hieke, 2001
  - Amara apachensis Casey, 1884
  - Amara atlantis Antoine, 1925
  - Amara bischoffi Jedlicka, 1946
  - Amara bradytonota Hieke, 2001
  - Amara chalcea Dejean, 1828
  - Amara cursitans C. Zimmermann, 1832
  - Amara dabashanica Hieke, 2002
  - Amara discors Kirby, 1837
  - Amara elevata (Motschulsky, 1844)
  - Amara fusca Dejean, 1828
  - Amara fusgenua Hieke, 1999
  - Amara gibba (LeConte, 1848)
  - Amara harpalonota Hieke, 2001
  - Amara hicksi Lindroth, 1968
  - Amara ingenua Duftschmid, 1812
  - Amara laoshanensis Hieke, 2002
  - Amara lugubris (Casey, 1918)
  - Amara mandarina Baliani, 1932
  - Amara merula (Casey, 1918)
  - Amara messae Baliani, 1924
  - Amara municipalis Duftschmid, 1812
  - Amara nikolajewi Hieke, 1999
  - Amara rectangula LeConte, 1855
  - Amara sikkimensis Andrewes, 1930
  - Amara singularis Tschitscherine, 1894
  - Amara solskyi Heyden, 1880
  - Amara spuria Lindroth, 1968
  - Amara vagans Tschitscherine, 1897
  - Amara vivesi (Jeanne, 1985)
- Ondergeslacht Zabroscelis
  - Amara ditomoides Putzeys, 1866
- Ondergeslacht Zezea
  - Amara angustata (Say, 1823)
  - Amara angustatoides Hieke, 2000
  - Amara belfragei Horn, 1892
  - Amara chaudoiri Schaum, 1858
  - Amara concinna C. Zimmermann, 1832
  - Amara davidi Tschitscherine, 1897
  - Amara erythrocnema Dejean, 1828
  - Amara flebilis (Casey, 1918)
  - Amara floralis Gaubil, 1844
  - Amara fulvipes Audinet-Serville, 1821
  - Amara gorevillei Hieke, 1970
  - Amara hypsophila Antoine, 1953
  - Amara inexspectata Hieke, 1990
  - Amara kavanaughi Hieke, 1990
  - Amara kulti Fassati, 1947
  - Amara longula LeConte, 1855
  - Amara pallipes Kirby, 1837
  - Amara plebeja (Gyllenhal, 1810)
  - Amara reflexicollis Motschulsky, 1844
  - Amara refulgens Reiche, 1876
  - Amara rufipes Dejean, 1828
  - Amara scitula Zimmermann, 1832
  - Amara strandi Lutshnik, 1933
  - Amara strenua C. Zimmermann, 1832
  - Amara tricuspidata Dejean, 1831